# Vitale Candiano (patriarca)
Vitale Candiano (940 circa – 1012 o 1018) è stato un patriarca cattolico italiano.

## Biografia
Proveniva da una famiglia patrizia inserita appieno nella vita politica veneziana, figlio del doge Pietro IV Candiano e della sua prima moglie, Giovanna.
Attorno al 961 il padre ripudiò la moglie, rinchiudendola a San Zaccaria, sicché lo stesso Vitale, appena ventenne, dovette farsi chierico. Sulla base di ciò, se la storiografia tradizionale colloca la sua elezione a patriarca di Grado nel 967, è più probabile che essa sia avvenuta attorno al 963. Secondo alcuni, inoltre, aveva in precedenza ricoperto la carica di vescovo di Equilio.
La prima questione che dovette affrontare fu la conferma di quei territori che, in seguito al sinodo di Pavia, erano passati al patriarcato di Grado (e quindi all'area di influenza veneto-bizantina), ma sui quali il patriarcato di Aquileia aveva ancora delle rivendicazioni. Sul finire del 967 venne convocato un sinodo a Roma con il quale papa Giovanni XIII confermava a Grado il titolo di patriarcato totius Venecie, con diritti di sede metropolitana sulle altre diocesi della zona.
Queste conclusioni furono poi riconosciute dall'imperatore Ottone I (968) e dal successore Ottone II (974). Non sembrano invece autentiche le riconferme da parte dei papi Silvestro II e Sergio IV.
La situazione si fece più difficoltosa nel 976, quando Pietro Candiano e altri membri della sua famiglia furono uccisi durante una rivolta capeggiata da Pietro I Orseolo. Il vescovo si rifugiò così in Sassonia, protetto dal Ottone II, e tornò a Grado solo nel 978, quando fu eletto doge l'omonimo Vitale Candiano, probabilmente suo zio. In seguito fu impegnato in alcune missioni diplomatiche per ristabilire i rapporti con l'imperatore, incrinatisi durante la violenta ascesa dell'Orseolo.
Nel 989 ottenne dal nuovo doge Tribuno Memmo, suo cognato, la chiesa di San Silvestro che più tardi rappresentò la residenza dei patriarchi di Grado.
Con il successore Pietro II Orseolo ebbe un buon rapporto di amicizia: nel 992, alla presenza del doge, il Candiano consacrò vescovo di Torcello Domenico Gradenigo; nel 998 benedisse la flotta che partiva per la Dalmazia (dove probabilmente il patriarcato aveva dei possedimenti) contro gli Schiavoni.
Dal punto di vista prettamente ecclesiastico, è noto che papa Silvestro II ammonì lui e il doge per la corruzione che dilagava presso il clero gradense.
Compare per l'ultima volta in una lettera di papa Benedetto VIII, probabilmente successiva al 1012.